# امیرحسین مرادی
امیرحسین مرادی دانشجوی فیزیک، از نخبگان دانشگاه صنعتی شریف و برنده مدال نقره المپیاد نجوم کشوری در سال ۱۳۹۶ است که در ۲۲ فروردین سال ۱۳۹۹ توسط ماموران امنیتی بازداشت و پس از ۲ سال بازداشت،  بازجویی و و مجبور به اعتراف به تخریب و بمب گذاری و اجتماع و تبانی و فعالیت تبلیغی علیه نظام به ۱۶ سال زندان محکوم شد.

## بازداشت
امیرحسین مرادی در ۲۲ فروردین سال ۱۳۹۹ توسط ماموران امنیتی وزارت اطلاعات بازداشت و به  بند ۲۰۹ زندان اوین منتقل شد. گفته شده که  این دانشجو توسط سربازان گمنام امام زمان دستگیر شده است.
غلامحسین اسماعیلی، سخنگوی قوه قضاییه در اردیبهشت همان سال مرادی و دیگر دانشجوی بازداشتی دانشگاه شریف علی یونسی را به همکاری با سازمان مجاهدین خلق متهم کرد. خانواده این دو دانشجو اتهامات وارده را رد کرده و گفته‌اند که از آنها اعتراف اجباری گرفته شده است.
این دو دانشجو پس از طی روند بررسی پرونده،  «به زندان رفتند» ولی از داشتن وکیل محروم نبودند.

## فیلم اعتراف اجباری
در روز ۱۷ آذر ۱۴۰۰ رسانه‌ها و شبکه‌های اجتماعی نزدیک به سپاه پاسداران از جمله خبرگزاری فارس فیلم کوتاهی از اعترافات علی یونسی و امیرحسین مرادی و تصاویری دربارهٔ نحوه ساختن بمب و خمپاره منتشر کردنداین اعترافات ۵۰روز انفرادی وتحت فشار روانی وعدم ارتباط با خانواده بوده ومورد تأیید نیست. پس از آن، سازمان حقوق بشر ایران(سازمان وابسته به نظام) از پخش فایل ویدیویی اعتراف‌های اجباری منسوب به علی یونسی و امیرحسین مرادی از رسانه‌های جمهوری اسلامی ابراز نگرانی کرده و از احتمال صدور احکام سنگین علیه این دو دانشجوی زندانی خبر داد.

## محکومیت
مصطفی نیلی، حقوقدان و وکیل علی یونسی درباره جزئیات رای دادگاه گفت که «عناوین اتهامی این دو جوان نخبه در کیفرخواست افساد فی‌الارض، اجتماع و تبانی به قصد اقدام علیه امنیت ملی و فعالیت تبلیغی علیه نظام» بوده است.
به گفته وی دادگاه اتهام افساد فی‌الارض را درست ندانست و عملکرد منتسب به این دو دانشجو را تخریب دانست و از این بابت هر یک از آنها را به ۱۰ سال حبس تعزیری محکوم نمود. این دو همچنین بابت اجتماع و تبانی هر یک ۵ سال زندان و از بابت فعالیت تبلیغی علیه نظام هم به یک سال زندان محکوم شدند که در مجموع حکم ۱۶ سال زندان برای هرکدام از آنها صادر شده که حکم اشد، یعنی ۱۰ سال قابل اجرا خواهد بود.
این وکیل افزود می‌گوید که در این پروند مستنداتی وجود ندارد و رای دادگاه بر اساس اقرارهای علی یونسی و امیرحسین مرادی صادر شده است و زمانی که این دو از انفرادی خارج شدند، به بازپرس گفتند که اقرارهایشان تحت فشار مطرح شده و مورد قبول آنها نیست.
به گفته نیلی حکم صادره تنها بر اساس اقرار این دو جوان بعد از حدود ۵۰ روز انفرادی، بدون هیچ تماس تلفنی و بدون حق دسترسی به وکیل بوده است.

## جستارهای پیوسته
- ‌ علی یونسی (زندانی سیاسی)